# Schwarzenthonhausen
Schwarzenthonhausen ist ein Gemeindeteil des Marktes Beratzhausen im Landkreis Regensburg (Oberpfalz, Bayern). Das Kirchdorf Schwarzenthonhausen war bis 1978 Sitz der gleichnamigen Gemeinde.

## Geschichte
Die katholische Filialkirche St. Andreas stammt aus dem 13. Jahrhundert. Schwarzenthonhausen war Teil der Herrschaft Ehrenfels, die 1568 dem Fürstentum Pfalz-Neuburg einverleibt wurde. 1777 wurde der Ort bayerisch. Die Gemeinde Schwarzenthonhausen entstand mit dem bayerischen Gemeindeedikt von 1818. Sie umfasste die Orte Schwarzenthonhausen, Aichhof, Forsterberg, Grametshof (Krammetshof), Hardt, Hatzenhof, Hinterthann, Hohenlohe, Illkofen, Ödenbügl und Stecherhof (kam bereits 1974 zu Beratzhausen). Am 1. Januar 1978 wurden die Gemeinden Schwarzenthonhausen und Oberpfraundorf (bis 1933 Pfraundorf) im Zuge der Gemeindegebietsreform nach Beratzhausen eingegliedert.

## Sehenswürdigkeiten
In der Liste der Baudenkmäler sind die katholische Filialkirche St. Andreas und zwei Bauernhäuser aufgeführt.